# Cyrus Edwin Dallin
Cyrus Edwin Dallin (n. 22 noiembrie 1861, Springville⁠(d), Utah, SUA – d. 14 noiembrie 1944, Arlington⁠(d), Massachusetts, SUA) a fost un sculptor american, medaliat olimpic. A participat la o ediție a Jocurilor Olimpice (1904) în care a câștigat o medalie de bronz.

## Participări
Lista de mai jos prezintă principalele competiții la care a participat Cyrus Edwin Dallin de-a lungul carierei.
- archery at the 1904 Summer Olympics – men's team round[*]